# John Rodrigues
John Rodrigues (Bombaim, Índia, 21 de agosto de 1967) é um prelado indiano da Igreja Católica, desde 2025 é o arcebispo de Bombaim.

## Biografia
Ele completou seus estudos em filosofia e teologia no St. Pius X College, de Goregaon e bacharel em Ciências (Física) pela Universidade de Mumbai. Obteve a licenciatura em teologia dogmática pela Pontifícia Universidade Lateranense de Roma (2000-2002). Recebeu a ordenação presbiteral em 18 de abril de 1998, sendo incardinado na Arquidiocese de Bombaim.
Entre 1998 e 1999 foi vigário paroquial da paróquia de São Miguel de Mahim; de 1999 a 2000, foi secretário do Cardeal Arcebispo de Bombaim Ivan Dias; de 2002 a 2013, foi professor de Teologia Fundamental e Teologia Dogmática no St. Pius X College, Goregaon, de 2010 a 2013 foi secretário do Conselho Presbiteral da Arquidiocese de Bombaim e de 2011 a 2013, reitor de Estudos do St. Pius X College, Goregaon.
Em 15 de maio de 2013, o Papa Francisco o nomeou Bispo Titular de Deultum e Bispo Auxiliar de Bombaim. Recebeu a ordenação episcopal em 29 de junho de 2013, junto com Dominic Savio Fernandes, na Igreja de São Miguel de Mahim, do arcebispo de Bombaim, cardeal Oswald Gracias, coadjuvado pelo Patriarca das Índias Orientais e Arcebispo da Arquidiocese de Goa e Damão, Filipe Neri António Sebastião do Rosário Ferrão, e pelo bispo auxiliar de Bombaim, Agnelo Rufino Gracias.
O Papa Francisco o nomeou Bispo de Poona em 25 de março de 2023. Fez sua entrada solene em 24 de maio do mesmo ano.
Em 30 de novembro de 2024, o Papa Francisco o nomeou como arcebispo coadjutor de Bombaim.
Em 25 de janeiro de 2025, sucedeu como Arcebispo de Bombaim.